# 薛六
薛六（1903年—1930年），广东省广宁县人。中国共产党早期领导人、第五届中共中央候补委员。

## 生平
出生于贫苦农民家庭。由于家中贫穷无法生活，青年时到广州谋生，当油坊榨油工人。1922年，加入广东省油业总工会，为该会广州工会组长。1923年春，由周其鉴介绍，加入中国劳动组合书记部南方分部组织的中国共产党外围组织“十人团”。同年起为广东省油业总工会职员，投身于广东油业大罢工。1924年，随周其鉴到广宁等地开展农民运动，进行宣传和组织活动，发动贫苦农民加入耕友会。1924年10月，正式成立广宁县农民协会，深入发动农民扩大农会组织，开展减租减息运动，动员青年农民成立农民自卫军。1925年初，加入中国共产党。1925年4月召开全县第二次农民代表大会，当选为广宁县农民协会第二届委员长（至1927年7月）。领导农协大力推进减租斗争，深受农民好评。广宁农民运动迅猛发展，搞得轰轰烈烈，同海陆丰地区一样成为广东省农民运动开展得最好的地区之一。1925年五卅运动和省港大罢工爆发后，派农协宣传员到乡镇村民中广泛宣传。
1926年5月初，赴广州出席广东省第二次农民代表大会，参与制定深入开展农民运动的30个决议，当选为广东省农民协会执行委员。会后被选送入广州农民运动讲习所第六期（即中央农民运动讲习所）学习。1926年9月学习结束后，返回广宁继续领导县农协工作，后并参与指导西江各县的农民运动。1927年4月，广州发生四一五政变后，积极组织广宁农民自卫军编成“工农讨逆军”，捍卫农民运动成果。不久当选为广东党组织代表之一，随陈延年、彭湃等北上武汉，出席中国共产党第五次全国代表大会，被推选为中央候补委员。和湖南毛科文、广东杨其珊一起作为全国农民党员的代表。会后，随广东代表团秘密潜回香港，向中共广东省委汇报中共五大会议。国共合作破裂后，1927年10月15日，他出席在香港举行的中共中央南方局与广东省委联席会议，被选为中共广东省委委员、省委农民运动委员会委员，参与制定发动全省农民武装暴动计划。会后返回广宁，参与领导发动西江地区农民暴动。1928年1月，参与领导广宁农民赤卫队300余人在螺岗附近起义，成立了广宁县苏维埃政府，当选为执行委员（其他委员有罗国杰、谭洪翔、高玉山、欧蛟、高纪、任雪楠）。
后因突击失利，部队打散。1928年5月，他奉命潜赴香港，向广东省委汇报西江地区农民武装斗争状况。此后留在香港，在省委参与领导职工运动。1928年11月，出席广东省委第二次扩大会议。1929年往返于香港、澳门之间，投身于开展秘密的工人运动。1930年春在香港被当局逮捕，后被引渡到广州杀害。
中华人民共和国成立后，1957年，广宁县人民委员会追认薛六为革命烈士。时薛六妻子成娣尚继在，县委批准她享受烈属待遇。后成娣去世，无嗣。